# Xylomyidae
Xylomyidae Verrall, 1901, è una piccola famiglia di Insetti dell'ordine dei Ditteri (Brachycera: Stratiomyomorpha). Devono il loro nome all'habitat delle larve, associate al legno in decomposizione.

## Descrizione
Gli Xylomyidae sono insetti affini agli Stratiomyidae, con i quali condividono diversi caratteri morfologici. L'adulto è in genere di medie dimensioni, con corpo esile, lungo 5-20 mm, rivestito di una leggera peluria ma del tutto privo di setole. Il capo è dicoptico in entrambi i sessi e porta antenne composte da 10 articoli, con flagellomeri di forma anulare. Il torace è corto e dorsalmente convesso, privo dei processi spinosi tipici degli Stratiomidi; le zampe sono relativamente lunghe, fornite di speroni nelle tibie medie e posteriori. L'addome è sottile e allungato.
Le ali sono ampie e lunghe, in fase di riposo ripiegate orizzontalmente sull'addome e reciprocamente sovrapposte. La nervatura alare differisce sostanzialmente da quella degli Stratiomidi per la maggiore estensione delle ramificazioni radiali verso la regione remigante posteriore. Mostra la costa sviluppata fino all'apice dell'ala, in corrispondenza della confluenza dell'ultimo ramo della radio. subcosta lunga, strettamente ravvicinata alla radio. radio suddivisa in 4 branche, per assenza della biforcazione R2+3, con settore radiale relativamente lunga e branca R4+5 biforcata. La media si suddivide in quattro rami, con presenza di una vena trasversa mediale (m-m) e confluenza dei rami M3 e M4 in una breve vena terminale. Questa conformazione determina la presenza, oltre alla cellula discale, di una cellula M3, ubicata sotto la discale, chiusa dalle due branche posteriori della media. Le nervature posteriori presentano la conformazione generale dei Brachycera, con cellula cup chiusa dalla confluenza della cubito (CuA) sulla prima anale (A1), e degli Stratiomyomorpha, con ramo comune A1+CuA molto breve.

Schema della nervatura alare. Legenda:
Vene longitudinali: C: costa; Sc: subcosta; R: radio; M: media; Cu: cubito; A: anale;
Vene trasversali: h: omerale; r-m: radio-mediale; m-m: mediale; m-cu: medio-cubitale;
Cellule: d: cellula discale; m_{3}: cellula M_{3}; cup: cellula cup.

La larva è morfologicamente riconducibile al tipo terrestre di quelle degli Stratiomidi: è apoda ed eucefala, con capo piccolo rispetto al torace, corpo segmentato, fusiforme e compresso in senso dorso-ventrale, con tegumento recante inclusioni di carbonato di calcio. L'apertura anale è delimitata anteriormente da una fila di denti.
La pupa si evolve all'interno dell'exuvia dell'ultimo stadio larvale.

## Biologia
L'habitat degli Xylomyidae è principalmente forestale. Le larve sono saprofaghe e si rinvengono sotto le cortecce e nel legno di alberi morti a foglia caduca ed hanno un regime dietetico onnivoro, nutrendosi di legno marcescente, miceli fungini e organismi animali associati al legno. Gli adulti si rinvengono nei pressi dei siti di sviluppo larvale.

## Sistematica e filogenesi
Gli Xylomyidae sono in stretta relazione filogenetica con gli Stratiomyidae, con i quali formano un clade monofiletico, a sua volta correlato ai Pantophthalmidae.
|  | \| \| Xylomyidae \| \| \| \| \| \| Stratiomyidae \| \| \| \| |
|  |                                                              |
|  | Pantophthalmidae                                             |
|  |                                                              |
|  | Xylomyidae                                                   |
|  |                                                              |
|  | Stratiomyidae                                                |
|  |                                                              |

|  | Xylomyidae    |
|  |               |
|  | Stratiomyidae |
|  |               |

La famiglia comprende circa 130 specie, ripartite fra quattro generi:
- Arthropeina
- Coenomyiodes
- Solva
- Xylomyia (syn. Nematoceropsis)

I più rappresentativi, per diffusione e numero di specie, sono Solva e Xylomyia, mentre Coenomyiodes e Arthropeina sono generi monotipici con areali circoscritti.
Le specie fossili attribuite ai generi non estinti (Solva e Xylomyia) risalgono al Cenozoico. Nella stessa famiglia, Zhang include anche la specie Archisolva cupressa, fossile risalmente al Giurassico. Secondo altre fonti, tuttavia, questa specie andrebbe rinominata come Zhangsolva cupressa e inclusa in una famiglia distinta denominata Zhangsolvidae.

## Distribuzione
Nonostante il numero limitato di specie, la famiglia è cosmopolita. Il genere a maggiore diffusione è Solva, rappresentato in tutte le regioni zoogeografiche. Xylomyia ha anch'esso un'ampia distribuzione, ma manca nella regione australasiana e in quella afrotropicale. Le due specie dei generi Arthropeina e Coenomyiodes, infine, sono segnalate rispettivamente nella regione neotropicale e in quella orientale.
In Europa sono presenti perciò solo i generi Solva e Xylomyia, rispettivamente con cinque e tre specie. Di queste sono presenti, in Italia, solo le specie Solva marginata e Solva varia, con una diffusione incerta. S. marginata è rappresentata esclusivamente nel Paleartico occidentale, mentre l'areale di Solva varia si estende dall'Europa alla Cina.